# Lassen (installatietechniek)
Lassen, in de elektrische installatietechniek, is het onderling verbinden van  installatiedraad, niet te verwarren met het lassen waarbij door middel van smelten, metaal of kunststof wordt verbonden. In de installatietechniek wordt slechts een elektrische verbinding tot stand gebracht.

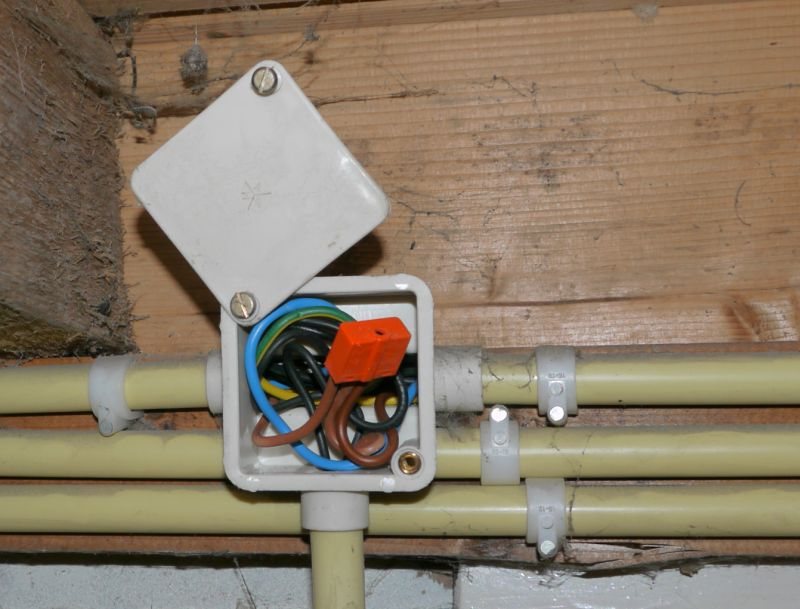
Lasdoos met daarin installatiedraad en een lasklem

Bedrading, in buisleidingen en kabels, wordt doorverbonden in lasdozen. Een speciale variant daarvan is de centraaldoos.
Er zijn verschillende middelen die gebruikt worden voor het lassen: traditioneel was dat vooral de lasdop, maar tegenwoordig wordt eigenlijk alleen nog de lasklem gebruikt.

## Lasdop

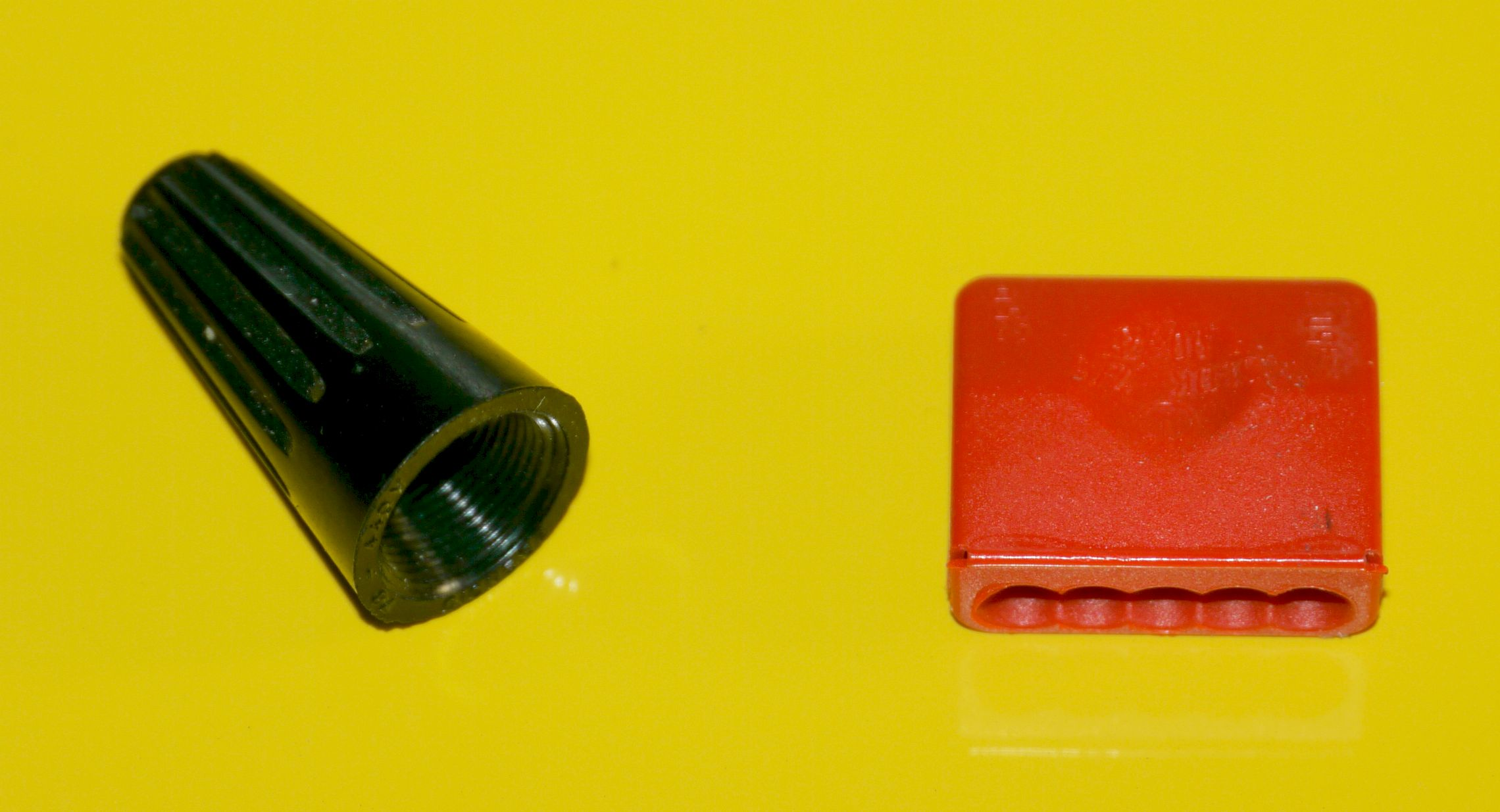
Lasdop (links) en lasklem (rechts)

Lasdoppen bestaan uit een spiraalvormige metalen veer, met scherpe groeven die tijdens het aanbrengen  een fijne schroefdraad op de draden snijdt, en deze vastklemt. Daaromheen zit een harde kunststof isolatiedop, die van binnen schroefdraad heeft.

## Lasklem
Lasklemmen zijn eenvoudiger en sneller aan te brengen dan lasdoppen. Deze worden veel gebruikt in huisinstallaties bij niet al te grote vermogens. Een lasklem bestaat uit een isolerend kunststof omhulsel, met daarin insteekopeningen voor de draden. In de lasklem zit een stripje verend metaal, dat een koperen plaatje tegen de draden klemt. Lasklemmen bestaan in 2, 3, 4, 5, 6 of 8 voudige uitvoering. Er bestaan ook lasklemmen met hevels: door het openen of sluiten van deze bedieningshendeltjes zijn de draden eenvoudig te verwijderen en aan te brengen. Bijna alle lasklemmen hebben een testgat om metingen te verrichten.